# Somos a Igreja
Somos a Igreja é o décimo primeiro álbum de estúdio da cantora Elaine de Jesus, lançado em abril de 2016 pela gravadora MK Music.

## Produção
Gravado entre os anos de 2015 e 2016, a obra foi produzida por Ronny Barboza. A maioria das composições são do cantor Elizeu Gomes e das duplas Junior Maciel e Josias Teixeira e Gislaine e Mylena.
Sobre o repertório, Elaine disse em entrevista ao News Gospel que se trava de um álbum pentecostal:
Não me vi longe do que eu realmente faço ou de como as pessoas identificam meu ministério e minhas músicas. O repertório está forte, como disse a D. Yvelise, um CD de guerra. E realmente, eu gosto de cantar música de exaltação a Deus arrebatamento e canto muito sobre quão vitoriosa é a igreja nesse tempo do fim! São mensagens cantadas a respeito de incentivo e força, lutar e vencer.

## Lançamento e recepção
| Críticas profissionais | Críticas profissionais |
| Avaliações da crítica  | Avaliações da crítica  |
| Fonte                  | Avaliação              |
| ---------------------- | ---------------------- |
| Super Gospel           | [ 6 ]                  |

Somos a Igreja foi lançado em abril de 2016 pela gravadora MK Music. Em crítica favorável para o Super Gospel, Tiago Abreu argumentou que "Entre baladas fiéis ao power pop, o disco oferece os seus melhores momentos quando entrega características estabelecidas no nicho pentecostal", embora também afirme que o álbum arrisca menos que Escolhidos (2012).

## Faixas
1. O Universo Te Adora (Elizeu Gomes)
2. Guerreiros (Júnior Maciel e Josias Teixeira)
3. Vou Subir (Gislaine e Mylena)
4. Derramar de Glória (Elizeu Gomes)
5. Somos a Igreja (Júnior Maciel e Josias Teixeira)
6. Vai Ser Diferente (Júnior Maciel e Josias Teixeira)
7. A Flecha (Eduardo Schenatto)
8. Enquanto Você Louva (Gislaine e Mylena)
9. Sinai de Deus (Elizeu Gomes)
10. Vem (Pr. Lucas)
11. O Segredo (Moisés Cleyton)
12. Tremeu Tudo (Gislaine e Mylena)

## Ficha técnica
A seguir estão listados os músicos e técnicos envolvidos na produção de Somos a Igreja:
- Elaine de Jesus - vocal
- Ronny Barboza - produção musical, arranjos, teclados, piano e loops
- Quiel Nascimento - arranjo de cordas
- Hedy Barboza - produção vocal e vocal de apoio
- Charles Martins - baixo
- Henrique Garcia - violão e guitarra
- Paulo Zuckini - vocal de apoio
- Paloma Possi - vocal de apoio
- Beresix - vocal de apoio
- Daniel Quirino - vocal de apoio
- Valmir Bessa - bateria
- Alexandre Brasolim - violino
- Silvanira Bermudes - violino
- Atli Ellendersen - violino
- Marina Cristina Canestravo - violino
- Samuel Pessati - violoncelo
- Márcio Rodrigues - viola
- Eduardo Muniz - técnico de estúdio
- Edinho Cruz - mixagem
- Luciano Vassão - masterização